# بوب كريس
بوب كريس (بالإنجليزية: Bob Kress)‏ هو مهندس أمريكي، ولد في 1928، وتوفي في 2007.